# Ceylonosticta subtropica
Ceylonosticta subtropica is een libellensoort uit de familie van de Platystictidae, onderorde juffers (Zygoptera).
De wetenschappelijke naam van de soort is voor het eerst geldig gepubliceerd in 1933 als Drepanosticta subtropica door Fraser.